# Вільнорадикальна теорія старіння
Вільнорадикальна теорія старіння стверджує, що старіння відбувається через накопичення пошкоджень у клітинах, нанесених вільними радикалами із плином часу. Взагалі теорій старіння є понад 300. 
Утворення радикалів у живих системах стимулюється радіолізом, фотолізом, дією окисників, гомолізом молекул ксенобіотиків, йонами металівзмінної валентності. Із віком у організмі людини накопичуються старечі пігменти (ліпофусцини й цероїди) в результаті окиснення мембранних ліпідів й ліпопротеїдів за участі вільних радикалів. Ураження легень, органів зору, прискорення старіння, інфаркт міокарда, новоутворення й ряд інших патологій, які викликаються фотохемічним смогом, вихлопними газами й озоном, обумовлені ініціювання вільнорадикальних реакцій у різних органах й тканинах. Забруднення повітряного басейну різними викидами супроводжується підвищенням вмісту радикалів, стабілізованих сорбцією або на частинках пилу. 
Контрольоване ферментами проміжне утворення парамагнітних станів відбувається й у процесах нормальної життєдіяльності, наприклад, при біосинтезі простагландинів, транспорті електронів у мітохондріях, знешкодження бактерій фагоцитуючими клітинами, мікросомальному гідоксилуванні ксенобіотиків тощо. 

## Загальні відомості
Багато герентологів вважають, що старіння може бути наслідком накопичення пошкоджень й дефектів на усіх рівнях організації живого. Помилки можуть виникати у процесі нормального функціонування клітини, наприклад, при копіюванні матриці ДНК або при синтезі білку, і будуть наслідком недосконалості способу передачі інформації від однієї макромолекули до іншої. Надійність реплікації ДНК й компонентів білоксинтезуючого механізму залежить від їх молекулярної структури й генетично детермінована. Інше джерело пов'язане із випадковими змінами у різних компонентах клітини, причиною чого є процеси окисної деструкції макромолекул.
У біологічних об'єктах легко реєструються методами радіоспектроскопії вільнорадикальні стани органічних коферментів, в основному напівокиснені флавіни й мсеміхінонна форма убіхінонів, локалізовані у мітохонтріях; P-450, функціонуючий у електронно-транспортному ланцюгу мікросом, а також гемопротеїни, білки (які містять мідь), комплекси марганцю, молібдену тощо. Між величиною метаболічної активності тканини й інтенсивності сигналів у спектрах існує прямий кількісний зв'язок.
Досліджуючи процес біологічного старіння, геронтологи розглядають участь вільних радикалів в організмах, джерелом яких є неферментативне відновлення кисню, за якого утворюються такі парамагнітні частинки, як радикали гідроксил, супероксид, пероксидний радикал ({\displaystyle \mathrm {OH^{\,\cdot },O_{3}^{\dot {-}},RO_{2}^{\,\cdot }} }). Реакції відновлення {\displaystyle \mathrm {O_{2}} }:
{\displaystyle {\begin{matrix}\mathrm {O_{2}+e^{-}\rightarrow O_{2}^{\dot {-}}} \\\mathrm {O_{2}+2e^{-}+2H^{+}\rightarrow H_{2}O_{2}} \\\mathrm {O_{2}+3e^{-}+3H^{+}\rightarrow H_{2}O+OH^{\,\cdot }} \\\mathrm {P_{2}+4e^{-}+4H^{+}\rightarrow 2H_{2}O} \end{matrix}}}
Для повного відновлення кисню до води потрібна участь чотирьох електронів, у інших випадках утворюються продукти часткового відновлення: пероксид водню й радикали {\displaystyle \mathrm {O_{2}^{\dot {-}},\,OH^{\,\cdot }} }, висока реакційна здатність яких є основною причиною токсичних властивостей кисню. Основну роль в утворені активних форм кисню у живих організмах виконують геммістячі білки, у складі яких залізо у комплексі із протопорфірином IX. Ці білки сполучає те, що вони мають здатність каталізувати пероксидазні реакції, в результаті яких відбувається відновлення пероксиду водню до води, супроводжуване окисненням неорганічної або органічної сполуки. 
Вітамін К у печінки бере участь в утворенні плазмових чинників згортання крові (протромбіну або чинника згортання крові II, VII, IX, X), оскільки є джерелом коензимів для утворення у протеїнах-попередниках радикалів, які містять залишки Y-карбоксиглютамінової кислоти (так званий цикл вітаміну К). При взаємодії відновленої форми вітаміну К-{\displaystyle \mathrm {H_{2}} } із Y-глутаматкарбоксилазою у присутності кисню утворюється сильна основа — алкоксид, здатна забрати від атома вуглецю глютамінової кислоти у гама-положенні водень, на місце якого приєднується {\displaystyle \mathrm {CO_{2}} }. У молекулі протеїна-попередника, наприклад, протромбіну, утворюється радикал Y-карбоксиглутамінової кислоти. В ході реакції карбоксилування з'являються короткоживучі високотоксичні проміжні сполуки — вільні радикали вітаміну К, які перетворюються у нетоксичний епоксид вітаміну К у присутності глутамату. Епоксид вітаміну К знову відновлюється у вітамін К-{\displaystyle \mathrm {H_{2}} } за допомогою редуктаз. Відповідно, за дефіциту глутамінової кислоти у клітині утруднюється знешкодження токсичних вільних радикалів вітаміну К.
Пероксиди взаємодіють з білками, і найбільш вразливими є {\displaystyle \mathrm {NH_{2}} }-сульфгідрильні групи, які окиснюються до дисульфідних; не лише пероксиди, але й продукти їх подальшого перетворення, наприклад епоксиди, сполучаючись із білками, утворюють нерозчинні комплекси. Серед ферментів, для яких пероксиди ліпідів є інгібіторами активності, можна виділити ензими гліколізу, трикарбонового циклу й дихального ланцюга. Рибонуклеаза А, яка не містить {\displaystyle \mathrm {SH} }-груп, ти ме менш інактивується продуктами окиснення ненасичених жирних кислот, у інактивованому ферменті присутні високомолекулярні полімери, спектр флуоресценції яких є ідентичним спектру флуоресценції ліпофусцину, який накопичується у старому серцевому м'язі. Взаємодія із пероксидами ліпідів викликає деструкцію каталази, {\displaystyle \mathrm {\gamma } }-глобуліну, гемоглобіну, яєчного та сироваткового альбумінів, метіоніну, гістидину та інших амінокислот.
Найбільш вразливими для окисного руйнування структурами є мікросомні й мітохондріальні мембрани, у яких локалізовані такі ферменти, як моноамінооксидаза або мікросомальна цитохромоксидаза, нормальною функцією яких є каталіз окиснення киснем. Дестабілізація мембран в результаті локальної взаємодії ліпідів із метаболічними або екзогенними вільними радикалами перетворює їх на легкодоступний для окиснення субстрат. При обробці суспензії мітохондрій печінки миші розчином солей двохвалентного заліза спостерігали активацію вільнорадикального окиснення, завдяки чому витрачалося близько 65 % мітохондріального білка й 40 % ліпідів. Індукція пероксидного окислення призводить до повної інактивації ізоцитратдегідрогенази, 3-оксибутиратдегідрогеназа інактивується на 80 %, малат- й сукцинатдегідрогенази — на 36 та 23 %. Порушується окисне фосфорилювання. Вторинним наслідком часткового окиснення ненасичених жирних кислот мембрани буде їхня заміна на насичені ліпіди, яка призведе до зміни проникності й функціональних властивостей; зменшується спорідненість мембран до холестерину й виникає його дефіцит.
Основні положення вільнорадикальної небезпеки можна сформулювати наступним чином:
- реакції неферментативного відновлення {\displaystyle \mathrm {O_{2}} } є фоном, на якому здійснюються усі процеси життєдіяльності
- вільні радикали, які містять кисень, є причиною окисної деструкції біологічних макромолекул
- завдяки великій реакційній здатності (константи швидкості взаємодії радикалу {\displaystyle \mathrm {OH^{\,\cdot }} } є близькими до дифузійних), вони не вимагають для реакції специфічного субстрату, місце їх атаки є випадковим, вони можуть пошкодити будь-яку ланку молекулярної структури клітини
- перехідні метали ({\displaystyle \mathrm {Fe,Cu} }) відіграють роль каталізаторів пероксидного окиснення.

Варто також відзначити, що збільшення концентрації {\displaystyle \mathrm {O_{2}} } у атмосфері призводить до помітного скорочення тривалості життя дрозофіли, яке супроводжується накопиченням у тканинах мух «вікового пігменту» — ліпофусцину, що свідчить про активацію вільнорадикального окиснення. Середня тривалість життя муж скорочувалася з 78,1 до 34,6 дня; їхня життєздатність падала значно швидше, ніж у контролі. Дослідження тканин у світловому та електронному мікроскопі виявило наявність великих накопичень цероїд-ліпофусцину у внутрішніх органах, пластинчастих щільних тіл — у нервових клітинах, руйнування цитоплазматичних мембран. За деякими даними ліпофусцин утворюється при окисненні ліпідних та білкових компонент біомембран. Варто відзначити, ліпофусцин є невивідним з мозку метаболітом-маркером старіння.
Культивування диплоїдних фібробластів людини під високим тиском {\displaystyle \mathrm {O_{2}} } (до 50 атм) спостерігалося сповільнення проліферації й здатності до утворення колоній, особливо на пізніх пасажах. Якщо ж таке ділення створювалося надлишком азоту, то це не відбивалося на життєздатності клітин, тобто спостережуваний ефект зменшення проліферативного потенціалу є наслідком токсичної дії {\displaystyle \mathrm {O_{2}} }, а не підвищення тиску.
Зменшення проліферактивної активності клітин супроводжується зменшенням кількості природних антиоксидантів й збільшенням інтенсивності вільнорадикальних реакцій. Роль інгібіторів клітинного ділення зазвичай приписується пероксидам ліпідів. Концентрація ендогенних пероксидів ліпідів у тканинах визначається співвідношенням швидкостей їх утворення та розпаду. У клітинній мембрані завжди міститься деяка кількість пероксидів ліпідів, від концентрації яких залежить її проникність. Біосинтез таких гормонів, як прстагландини, відбувається через етап утворення пероксидів ненасичених кислот; при синтезі холестерину та стероїдних гормонів проміжним продуктом утворюється скваленоксид.
При більш уважному розгляді реакцій кисневмісних вільних радикалів варто враховувати специфіку їх взаємодії із компонентами клітини. Взаємодія супероксидного радикалу {\displaystyle \mathrm {O_{2}^{\dot {-}}} } із пероксидом водню призводить до утворення радикалів {\displaystyle \mathrm {OH^{\,\cdot }} } й синглетного кисню, молекула якого несе надлишкову енергію:
{\displaystyle \mathrm {O_{2}^{\dot {-}}+H_{2}O_{2}+H^{\,\cdot }\rightarrow OH^{\,\cdot }+H_{2}O+O_{2}^{\,\cdot }} }
{\displaystyle \mathrm {O_{2}^{\dot {-}}+H_{2}O_{2}\rightarrow O_{2}+OH^{-}+OH^{\,\cdot }} }
Стандартна дисмутація (диспропорціювання) {\displaystyle \mathrm {O_{2}^{\dot {-}}} } знову призводить до виникнення пероксиду водню:
{\displaystyle \mathrm {O_{2}^{\dot {-}}+O_{2}^{\dot {-}}+2H^{\,\cdot }\rightarrow O_{2}+H_{2}O_{2}} }
і константа швидкості цієї реакції за {\displaystyle \mathrm {pH=7,4} } складає {\displaystyle \mathrm {10^{5}} } c{\displaystyle ^{-1}}.
Серед спонтанних й ензиматичних окисних реакцій, які генерують значні кількості {\displaystyle \mathrm {O_{2}^{\dot {-}}} }, можна виділити наступні: автоокиснення відновлених флавінів, гідрохінонів, катехоламінів, феридоксинів й гемопротеїнів, ферментативні процеси за участі ксантиноксидази й багатьох флавінових гідрогеназ тощо. Супероксидний радикал реагує і к відновник, і як окисник. Він бере участь у рекціях відновлення цитохрому С, нітросинього тетразолію, тетранітрометану тощо, а також окиснює сульфгідрильні сполуки, сульфіти, аскорбінову кислоту та ін. Легко окиснюється радикалом {\displaystyle \mathrm {O_{2}^{\dot {-}}} } відновлена форма НАДН, зв'язаного із лактатдегідрогеназою, тоді як вільний НАДН окиснюється повільніше.
Біохімічна функція глутатіону в організмі пов'язана із відновленням та детоксикацією органічних пероксидів — похідних пероксиду водню {\displaystyle \mathrm {HO-OH} }, у молекулі якого один (гідропероксиди) або обидва атоми водню (алкілпероксиди) заміщені на алкільні радикали:
{\displaystyle \mathrm {R-O-O-H\quad R-O-O-R} }
При взаємодії глутатіону із гідропероксидом утворюються нешкідливі органічні спирти, які підлягають подальшому окисненню:
{\displaystyle \mathrm {R-O-O-H+2\Gamma -SH\rightarrow R-OH+\Gamma -S-S-\Gamma +H_{2}O} }
Реакція каталізується ферментом глутатіонпероксидазою, яка містить у активному центрі атом Селену. Зворотне відновлення {\displaystyle \mathrm {\Gamma -SS-\Gamma } } до {\displaystyle \mathrm {\Gamma -SH} } каталізується НАДФН-залежною глутатіон-редуктазою. Гідропероксиди та алкілпероксиди утворюються внаслідок діоксигенаних реакцій безпосереднього включення атома кисню у біомолекули. Виникнення органічних пероксидів є результатом активації у біологічних системах реакцій вільно-радикального окиснення; головним субстратом таких реакцій є ненасичені жирні кислоти мембранних фосфоліпідів — пероксидне окиснення ліпідів біологічних мембран. Активація реакцій пероксидного окиснення ліпідів є одним із фундаментальних біологічних механізмів пошкодження біоструктур і розвитку клітинної патології за дії пошкоджуючих чинників різного генезу, особливо за умов дії іонізуючої радіації, чужорідних хімічних сполук — ксенобіотиків. Прикладом пошкодження клітинних мембран внаслідок утворення продуктів ліпопереокиснення є також пероксидний гемоліз еритроцитів, що настає в результаті спадкової недостатності глюкозо-6-фосфат-дегідроенази — генератора НАДФН, необхідного для функціонування глутатіонредуктази і підтримання глутатіону у відновленій формі.
Ферментативну дисмутацію {\displaystyle \mathrm {O_{2}^{\dot {-}}} } до пероксиду водню та кисню здійснює фермент супероксиддисмутаза (СОД); у цитоплазмі клітин еукаріот присутня СОД, яка містить мідь та цинк, за участі якої реакція диспропорціювання радикалів {\displaystyle \mathrm {O_{2}^{\dot {-}}} } перебігає із швидкістю, яка є близькою до теоретичної дифузійної межі, при цьому швидкість спонтанної дисмутації перевищується близько у 20 000 разів. СОД захищає клітину від токсичної дії радикалу {\displaystyle \mathrm {O_{2}^{\dot {-}}} } й радикалу {\displaystyle \mathrm {OH^{\,\cdot }} }(ще більш реакційноздатного, який виникає при взаємодії пероксиду водню із {\displaystyle \mathrm {O_{2}^{\dot {-}}} } або солями двохвалентного заліза).
Окисний розпад лізосомної мембрани відбувається через вільнорадикальні реакції, які ініціюються супероксидним радикалом, який утворюється при окисненні відновленого флавопротеїну мікросом печінки. Сам по собі радикал {\displaystyle \mathrm {O_{2}^{\dot {-}}} } не реагує із мембраною, безпосереднім учасником ланцюгових реакцій окиснення ліпідів мембрани є {\displaystyle \mathrm {OH^{\,\cdot }} }, який утворюється у присутності АДФ та {\displaystyle \mathrm {Fe^{3+}} .} Присутність СОД припиняє руйнування лізосом.
Таким чином, ферменти супероксиддисмутаза, каталаза й глутатіонпероксидаза, які видаляють {\displaystyle \mathrm {O_{2}^{\dot {-}}} }, {\displaystyle \mathrm {H_{2}O_{2}} } та органічні пероксиди, поруч із природними антиоксидантами відіграють роль важливих захисних систем клітини.
Усі живі організми на Землі підлягають постійній дії фізичних мутагенних факторів, зокрема опроміненню УФ-променями (з довжиною хвилі 200-400 нм), що складають значну частину сонячного спектра. Значна частка (близько 50%) пошкоджень накопичується вже до досягнення людиною повноліття. Ступінь вираженості клінічних проявів фотостаріння обумовлена кумулятивним ефектом, тобто накопиченням пошдкоджень протягом життя, а також типом світлочутливості шкіри людини. Для захисту від сонячного опромінення застосовуються відповідні речовини у складі лініментів. 

### Зір
У сітківці ока міститься головний фоточутливий червоний пігмент родопсин. Цей пігмент складається з білка опсину (молекулярна маса 38 000), сполученого по своїй активній стороні із 11-цис-ретиналем. З хімічної точки зору, родопсин є основою Шиффа карбонільної групи ретиналя й ε-аміногрупи лізинового залишку опсину. Коли видиме світло із придатною енергією поглинається родопсином, цис-ретиналь у складі основи Шиффа ізомеризується у транс-ізомер. Цей процес відбувається дуже швидко (10−12 c). Комплекс транс-ретиналю із опсином (метародопсин-II) менш стабільний, ніж комплекс цис-ретиналю, і він дисоціює на опсин й транс-ретиналь. Ця зміна у геометрії ініціює відповідь у нервових клітинах сітківки, яка передається до мозку й сприймається як зоровий образ. Якщо б це був разовий процес, то ми були б здатними бачити лише декілька моментів, оскільки увесь 11-цис-ретиналь витрачався б. На щастя, фермент ретинальізомераза у присутності світла перетворює транс-ретиналь назад у 11-цис-ретаниль, тому цикли повторюються.
У сітківці ока, таким чином, постійно відбуваються ферментативні взаємоперетворення 11-транс-ретиналь → 11-транс-ретинол (у темряві) → 11-цис-ретинол 11-цис-ретиналь → 11-транс-ретиналь.
В організмі транс-ретинол окиснюється у 11-транс-ретиналь. А 11-транс-ретиналь під дією ретинальізомерази перетворюється на 11-цис-ретиналь.
Фотоізомеризація 11-цисретиналю — перша, внутрішньомолекулярна реакція у зоровому процесі. Разом із тим фотозбуджений ретиналь може ініціювати й вільнорадикальне фотосенсибілізоване окиснення, що повинне призвести до деструкції фоторецепторної мембрани. За нормальних умов у здоровій клітині за фізіологічних умов освітленості окиснення ліпідів практично не відбувається; у протилежному випадку структура у фоторецепторній мембрані порушувалася б, а токсичні продукти розпаду ліпідів отруювали б білки у цій мембрані. Пов'язано це із тим, що у зоровій клітині у процесі еволюції сформувалася виключно потужна система антиокисного захисту, основну роль у якій відіграє вітамін Е. Вміст цього вітаміну на порядок вищий, ніж у клітинах інших тканин організму. Однак у деяких екстремальних ситуаціях (надто яскраве або тривало діюче світло, гіпероксія) система антиокисного захисту зорової клітини не витримує, і тоді можливий розвиток патологічного процесу.
Окислення родопсину й ліпідів у фоторецепторній мембрані, як і більшість фотобіологічних реакцій окиснення, фотосенсибілізоване. Первинна реакція у сенсибілізації — взаємодія збудженої світлом молекули сенсибілізатора (ретиналю) із субстратом окиснення (родопсином або ліпідом). Ретиналь, поглинаючи світло, переходить у триплетний електронно-збуджений стан і взаємодіє із киснем, переводячи його у синглетний стан. У свою чергу, синглетний кисень ініціює утворення первинних вільних радикалів білка трипсину, а вони у присутності кисню — утворення пероксидних вільних радикалів білка. Ретиналь можна розглядати сенсибілізатором фотоокиснення {\displaystyle \mathrm {RH} }-груп родопсину за участі активної форми кисню.
В ході первинної фотосенсибілізованої реакції первинний радикал {\displaystyle \mathrm {\dot {R}} } взаємодіє із молекулярним киснем й перетворюється на пероксидний радикал {\displaystyle \mathrm {R{\dot {O}}_{2}} } ({\displaystyle \mathrm {{\dot {R}}+O_{2}\rightarrow R{\dot {O}}_{2}} }). Саме тому такий тип окиснення отримав назву пероксидного. Він перебігає по механізму ланцюгової вільнорадикальної реакції, подібно до того, як це відбувається й у випадку органічних сполук. Утворений новий радикал {\displaystyle \mathrm {R{\dot {O}}} } взаємодіє з новою молекулою ліпіду {\displaystyle \mathrm {RH} } і продовжуючи ланцюг окиснення, породжує знову первинний радикал {\displaystyle \mathrm {\dot {R}} } ({\displaystyle \mathrm {R{\dot {O}}_{2}+RH\rightarrow ROOH+{\dot {R}},} } де {\displaystyle \mathrm {ROOH} } називається гідропероксидом). Чергування цих двох реакцій приводить до ланцюгового окиснення. Радикал {\displaystyle \mathrm {\dot {R}} } продовжує ланцюг далі, а {\displaystyle \mathrm {ROOH} } — стабільний продукт реакції. Однак молекула {\displaystyle \mathrm {ROOH} } доволі легко розпадається по зв'язку {\displaystyle \mathrm {O-O} } на {\displaystyle \mathrm {R{\dot {O}}} } та {\displaystyle \mathrm {{\dot {O}}H} } ({\displaystyle \mathrm {ROOH\rightarrow R{\dot {O}}+{\dot {O}}H} }), і кожна з цих нових частинок із неспареним електроном додатково зароджує новий ланцюг реакцій.

## Математичне моделювання
Для опису оксидантних пошкоджень, коли старіння розглядається як результат дії оксидантів, які виникають у ході нормального споживання кисню, може використовуватися гомеостатична модель, яка представляє собою один з можливих (конструктивних) підходів до моделювання цієї теорії. В основі моделі лежать наступні аксіоми.
- Старіння клітинних механізмів представляється як поступове зниження з віком їх ефективності в результаті накопичення оксидантних пошкоджень
- Швидкість клітинного старіння визначається, з одного боку, темпом споживання кисню, а з іншого — ефективністю механізмів її антиоксидантного захисту.
- Наслідком клітинного старіння є поступове зниження з віком енергетичного ресурсу клітин, що призводить до зниження гомеостатичних здатностей окремих систем організму. За зниження їх ресурсу нижче рівня сумісності із життям наступає смерть організму від старості.

На етапі розвитку у клітинах організму формується комплекс гомеостатичних механізмів, потужність якого {\displaystyle S_{0}} визначається генотипом. Із віком {\displaystyle x} величина {\displaystyle S(x)} знижується від рівня {\displaystyle S_{0}} під дією оксидантів, причому її вразливість описується часовим патерном {\displaystyle \beta (x).}
У гомеостатичній моделі процеси життєдіяльності, старіння й настання смерті пов'язуються із наявністю лише однієї речовини — кисню. Тому у моделі вводиться єдиний компартмент — клітинний кисень. Виробництво оксидативних частинок — нормальний побічний результат процесу споживання кисню. Темп їх виробництва є пропорційним споживанню кисню, а темп накопичення {\displaystyle R(x)} виявляється набагато меншим темпу виробництва через дію антиоксидантного захисту. Накопичення пошкоджень, порушуючи роботу клітин організму, призводить до зниження його гомеостатичної здатності {\displaystyle S(x).}
Зменшувана ефективність з віком фізіологічних механізмів дихання й кровообігу приводить до зниження темпів доставки кисню. Рівень кисню {\displaystyle X(x)} із віком повільно зменшується, наближаючись до мінімального рівня, сумісного із життям. Після його досягнення наступає смерть від старості.
Баланс між надходженням {\displaystyle S(x)(V-X)} й надходженням {\displaystyle W(x)} кисню у клітинах задається рівнянням типу
{\displaystyle {\frac {dX}{dt}}=k[S(x)(V-X)-W(x)],\quad \quad X|_{t=0}=X_{0}.}
Тут {\displaystyle X} — рівень кисню у клітині, який у відповідності із принципом Фіка у квазістаціонарному режимі описується як
{\displaystyle X(x)=V-W(x)/S(x),}
де {\displaystyle x} — вік, {\displaystyle t} — швидкий (фізіологічний) час, {\displaystyle V} — вміст кисню у атмосфері. Величина {\displaystyle k>>1} визначає швидкість встановлення режиму. 

## Антиоксидантна система
Життєздатність організмів підтримується за рахунок високої активності антиоксидантної системи, у складі якої низько- й високомолекулярні антиоксиданті. До групи низькомолекулярних антиоксидатнів відносяться аскорбінова кислота, гідрохінон, сечовина. амінокислоти, стероїди тощо. По механізму дії низькомолекулярні антиоксиданти діляться на сполуки, які мають антирадикальну й антиоксидантну активність. Їх сполучає те, що усі вони є донорами атомів водню й електронів і тому беруть участь у окисно-відновних реакціях. Роль антиоксидантів зводиться до того, що у низьких концентраціях вони здатні ініціювати вільнорадикальні процеси, проявляючи при цьому прооксидантні властивості. Тоді як за надлишку вони пригнічують утворення вільних радикалів у живих організмах, проявляючи антиоксидантні властивості. Сполуки, які мають високу прооксидантну активність, здатні руйнувати біогенні системи і тому є основним інструментом апоптозу - запрограмованою смертю клітин живого організму. 
Інтенсивність аеробних процесів у живих організмах може бути оціненою по активності пероксидази, яка разом із супероксиддисмутазою й каталазою входить до складу високомолекулярних антиоксидантів живих організмів, які не припускають руйнівний вплив активних форм кисню. Пероксидаза здатна каталізувати реакції окиснення різних біологічно активних речовин (НАДН, гетероауксин, аскорбінова кислота, флавоноїди тощо), серед яких є сполуки, здатні пригнічувати утворення вільних радикалів, пероксидне окиснення ліпідів. 
Внаслідок великої спорідненості йонів срібла {\displaystyle \mathrm {Ag} ^{+}} до тіолових груп, аргентум(І) нітрат використовують у титриметричному аналізі для якісного визначення {\displaystyle \mathrm {SH-} }груп, що дозволяє оцінювати буферну ємність антиоксидантної системи організму.

## Зв'язок із захворюваннями
Порушення біологічного механізму інгібування вільнорадикального окиснення може бути тригером для розвитку таких патологій, як променева хвороба, атеросклероз та рак.

## Антиоксиданти
Хемічні геропротектори широко використовуються інструментом вивчення старіння різних об'єктів експериментальної геронтології: клітинних культур, одноклітинних організмів, нематод, комах, ссавців тощо. Визнання доцільності застосування антиоксидантів відбулося через дослідження так званого «мембранного компонента» механізму старіння.
Застосування антиоксиданту нордигідрогваяретової кислоти (NDGA) у життєвому циклі Neurospora crassa прискорюється перетворення {\displaystyle \mathrm {O_{2}^{\dot {-}}} } на пероксид водню, завдяки чому індукується синтез каталази. Дослідження 1986 року проводились також на комарах. Самок комарів годували NDGA для перевірки її впливу на їхню середню тривалість життя. У той час як звичайна тривалість життя комарів складала 29 днів, комарі, які харчувалися NDGA, жили у середньому 45 днів (тривалість життя збільшилася на 50 відсотків). У дослідженні 2008 року повідомлялося, що нордигідрогваяретова кислота збільшувала тривалість життя самців мишей, однак не самок мишей.
Флороглюцинол гіперфорин здатний інгібувати хемічно індуковане утворення супероксидного радикала поліморфноядерними клітинами.
Інгібітори радикалу {\displaystyle \mathrm {OH^{\,\cdot }} } молочна й глюконова кислоти, а також солі {\displaystyle \mathrm {Na} } й {\displaystyle \mathrm {Mg} } тіазолідин-карбонової кислоти (антиоксиданти) сповільнюють старіння у дрозофіли й лабораторних мишей. Активною є також бурштинова кислота, яка впливає на енергетичний баланс клітини. 5,5-дифенілгідантоїннатрій, 1-фенілетилбігуанід хлоргідрат й поліпептидний екстракт епіфізу мають властивість знижувати поріг чутливості гіпоталамо-гіпофізарного комплексу до регулюючих впливів, зменшувати частоту випадкових ракових пухлин й збільшувати тривалість життя піддослідних тварин. Інгібітори біосинтезу білка — олівоміцин, актиноміцин D, морфоциклін складають групу хімічних геропротекторів із специфічним механізмом дії.
Етилметилгідроксипіридину сукцинат має антиоксидантну й антигіпоксичну дії (№ UA/12306/01/01 від 03.01.2019). Геропротектор хлоргідрат 2-етил-6-метил-3-оксіпіридину сповільнював швидкість старіння мишей SHK та C3HA у 1,5-1,8 рази. При цьому діапазон доз хлоргідрату 2-етил-6-метил-3-оксіпіридину, які застосовуються на мишах, є прийнятним у інтервалі від 75 до 300 мг/кг живої ваги. Використання даного синтетичного антиоксиданту у таких кількостях протягом усього життя тварини дозволяє підтримувати антиокисну активність ліпідів (її величина є пропорційною вмісту антиоксидантів у тканинах) на підвищеному, у порівнянні із нормальним, рівні й компенсувати вікове зменшення природних антиоксидантів. Ефективність цієї сполуки у відношенні сповільнення старіння дрозофіли залежить не лише від його концентрації, але й від стадії розвитку, віку, статі, приналежності до певної лінії (самці є більш чутливими до геропротектору). При цьому сповільнення старіння дрозофіли не є наслідком подовження періоду розвитку. Найбільший ефект досягається при впливі у преімагінальній стадії або на молодих імаго, тобто у той період, коли фенотипічні ознаки старіння ще відсутні. Чим старше імаго, тим менш ефективний геропротектор.
Іонол по хімічним властивостям є синтетичним аналогом вітаміну Е, пригнічуючи автокаталітичні процеси радикального окиснення. Етоксіквін (сантохін) має подібну активність. Припустима доза іонолу у кормі дорослих мишей складає 300 мг/кг живої ваги на день.
Гідрокортизон (фармакологічна форма гормону кортизолу) є стимулятором ділення, підтримує активну проліферацію у старих клітинних структурах, тобто є геропротектором. Однак постійна стимуляція клітин печінки гідрокортизоном має негативний вплив й призводить до порушення генетичної регуляції.
2-меркатоетиламін є радіозахисним засобом, його активність заснована на його здатності взаємодіяти із активними вільними радикалами, утворювати змішані дисульфіди із молекулами біологічно активних сполук. Крім того, він перешкоджає зшиванню й руйнуванню молекул ДНК, а також може взаємодіяти з декотрими ферментами й надавати їм стійкості до іонізуючого опромінення. 2-метилкаптоетиламін застосовують моделлю при створенні нових радіозахисних засобів та як стандарт для оцінки їх ефективності.
Похідні 3-оксіпіридину відносяться до гетероциклічних аналогів ароматичних фенолів і у зв'язку із цим проявляють антиоксидантні й антирадикальні властивості. Вони є структурними аналогами сполук групи вітаміну В6 (піридоксол, піридоксаль та піридоксамін), які відіграють важливу роль у життєдіяльності організму.
2,6-ди-трет-бутил-4-метилфенол застосовують як антиоксидант вітамінів, масел, жирів (дозволена добавка 0,02%) та багатьох органічних речовин; випускається також препарат дебутинол для лікування раку сечового міхура, опіків й трофічних виразок. Отримується з пара-крезолу, ізобутилену й неорганічних реагентів. 
При дії окисників, наприклад кисню, перетворюється у стійкий ароксильний радикал і реакційний ланцюг обривається. 

Збереження відносної внутрішньої сталості організму є однією з беззаперечних умов існування. Сталість фізіологічного рівня вільнорадикальних реакцій окиснення забезпечується в основному антиоксидантами, серед яких найважливішу роль відіграє вітамін Е. У порівнянні із 30-річними людьми у 60-70-річних концентрація вітаміну Е у плазмі крові знижується на 60 %. Активність глутатіонпероксидази еритроцитів, яка відновлює пероксид ліпідів, залежить від вмісту у крові вітаміну Е. За недостатності Селену у харчах прискорюються обмін токоферолів й катаболізм білків мікросом печінки.
Антиоксидантом є також аскорбат натрію. Аскорбат натрію використовують як антиоксидант у фармацевтичних препаратах та харчових продуктах, а також як джерело вітаміну С у таблетках і парентеральних розчинах. У більшості біокаталітичних процесів, які перебігають за участі аскорбінової кислоти, беруть участь також йони заліза ({\displaystyle \mathrm {Fe^{2+}-Fe^{3+}} }), які виступають у ролі зворотних донорів електронів й утворюють у процесі реакцій токсичну для біоструктур молекулярну форму ({\displaystyle \mathrm {Fe^{3+}-O} }), яка може стимулювати реакції пероксидного окиснення біомолекул. Тому не рекомендується смажити їжу у посудинах із стертим захисним шаром (у прямому контакті із залізом).
З потужних антиоксидантів можна виділити циклоастрагенол та карнозин.